# 全国高中数学联赛
全国高中数学联赛，官方全称全国高中数学联合竞赛，是一项中国全国性高中生数学竞赛，始于1981年。2021年，本競賽又名全国中学生数学奥林匹克竞赛 （初赛），2022年起，本競賽改稱為全国中学生数学奥林匹克竞赛 （预赛）。

## 歷史
1980年，在大连召开的第一届全国数学普及工作会议上，举办数学竞赛被确定为中国数学会普及工作委员会的一项主要工作，其原则为“民办公助”、“精简节约”、“自愿参加”；目的是：提高学生的数学兴趣、推动中学数学教学改革、发现和培养人材、为参加国际数学奥林匹克作准备。1981年5月，北京召开的数学竞赛经验交流会决议举办第一届“省、市、自治区联合高中数学竞赛”。第一届有25個省、市、自治區參加，第二届增至28個，第三屆起推展至中國大陸所有省、市、自治區。
因為新冠疫情防控，2021年9月12日舉行的競賽，疫情嚴重的省份允許延至9月底前舉行；2022年9月11日舉行的競賽，分別在10月30日（北京、天津、甘肅、貴州、海南、黑龍江、吉林、江西、遼寧、四川）、11月27日（湖北、山東）、12月11日（內蒙古等）進行不下三次補賽，其中第三次補賽不分一試和加試，設一份150分鐘的試卷在綫上平台作答。

## 參賽情況
各省數學會或會自行舉辦非正式預賽，選拔各省參賽學生，不屬於聯賽的正式程序。每年參加高中數學聯賽學生有5萬人，若算上各省預賽，則總共約一百萬人。

## 競賽形式及獎項
竞赛日期通常为每年9月中旬的星期日。竞赛分为一试和二试（又稱加試），总分300分。一试试题通常包括8道填空题（每题8分）和3道解答题（分别为16分、20分、20分），总分120分；二试试题通常由2道40分，2道50分的解答题组成，总分180分。一试时间80分钟，为考试当天的8：00到9：20，二试时间为150分钟，为当天的9：40到12：10。2019年起，二試加長至170分鐘，從9：40到12：30，形式不變。一试内容与普通高等学校招生全国统一考试所规定的知识范围一致（不包括微积分初步，统计与概率部分），但方法上有所提高；二试试题与IMO要求接轨，在高中教学大纲的基础上有所增加，包含平面幾何、代數、數論、組合四方面。 
參加聯賽的學生，可以選擇是否參加二試。若要獲得一等獎或獲選進省隊參加數學冬令營，就必須參加一試和二試。為照顧地區差異，競賽設有A卷和B卷，B卷較易，小部分賽區考B卷。
评奖时，依据考试结果评选出各省级赛区级一、二、三等奖，其中二三等奖可由各省市自行评出，一等奖需由各省市选出后将试卷送至主办方复评。
名列省级一等奖前列的学生可以进入各省的省队，全国每年共约300名学生。他们有资格参加中国数学奥林匹克，又稱數學冬令營。主辦單位決定每省名額。冬令營名額現已擴充，如2023年參賽名額約550人。